# Постоянный представитель Российской Федерации при НАТО
Постоя́нный представи́тель Росси́йской Федера́ции при НАТО (англ. Permanent Representative of the Russian Federation to NATO) — официальное должностное лицо, представляющее Российскую Федерацию во всех органах Организации Североатлантического договора (НАТО). Штаб-квартира постпреда находится в Брюсселе (Бельгия).

## История
В период с 1990 по 2003 год постоянным представителем по совместительству назначался чрезвычайный и полномочный посол в Бельгии. Первым постпредом СССР, а затем и Российской Федерации при НАТО был Николай Афанасьевский, занимавший эту должность с 1990 по 1994 год. С 1994 по 1998 год на посту постпреда находился Виталий Чуркин. С 1998 по 2003 год эту должность занимал Сергей Кисляк, оказавшийся последним постпредом по совместительству. В том же году новым постпредом стал Константин Тоцкий, которого в 2008 году сменил Дмитрий Рогозин. В 2011 году он был переведён на другую работу, некоторое время должность оставалась вакантной, пока в 2012 году новым постпредом РФ при НАТО был назначен Александр Грушко. В 2018 году он был освобождён от должности и переведён на работу заместителя министра иностранных дел. После этого генеральный секретарь НАТО Йенс Столтенберг отметил, что ему неизвестно о сроках назначения нового представителя, чего так и не произошло ввиду прекращения взаимного сотрудничества между РФ и НАТО. В том же году в связи с «делом Скрипаля» Столтенберг объявил о высылке семи сотрудников постпредства РФ, ввиду чего их численность составила 20 человек. В 2021 году по инициативе НАТО численность полпредства была сокращена вдвое на 10 человек в ответ на «злонамеренные действия России, включая убийства и шпионаж», на что российские власти пообещали ответить. В том же году ими была приостановлена работа постоянного представительства России при НАТО, а также военной миссии связи НАТО в Москве и информационного бюро НАТО при посольстве Бельгии в России.

## Постоянные представители СССР и РФ при НАТО (с 1990 года)
| №    | Имя (годы жизни)                             | Пребывание в должности | Пребывание в должности | Президент                                                | Прим.         |
| №    | Имя (годы жизни)                             | Вступил                | Покинул                | Президент                                                | Прим.         |
| ---- | -------------------------------------------- | ---------------------- | ---------------------- | -------------------------------------------------------- | ------------- |
| 1    | Николай Николаевич Афанасьевский (1940—2005) | 24 июля 1990 года      | 25 декабря 1991 года   | Михаил Сергеевич Горбачёв Борис Николаевич Ельцин        | [ 25 ] [ 26 ] |
| 1    | Николай Николаевич Афанасьевский (1940—2005) | 25 декабря 1991 года   | 3 октября 1994 года    | Михаил Сергеевич Горбачёв Борис Николаевич Ельцин        | [ 25 ] [ 26 ] |
| 2    | Виталий Иванович Чуркин (1952—2017)          | 3 октября 1994 года    | 25 февраля 1998 года   | Борис Николаевич Ельцин                                  | [ 27 ] [ 28 ] |
| 3    | Сергей Иванович Кисляк (род. 1950)           | 25 февраля 1998 года   | 11 марта 2003 года     | Борис Николаевич Ельцин Владимир Владимирович Путин      | [ 29 ] [ 30 ] |
| 4    | Константин Васильевич Тоцкий (1950—2018)     | 16 мая 2003 года       | 9 января 2008 года     | Владимир Владимирович Путин                              | [ 31 ] [ 32 ] |
| 5    | Дмитрий Олегович Рогозин (род. 1963)         | 9 января 2008 года     | 23 декабря 2011 года   | Владимир Владимирович Путин Дмитрий Анатольевич Медведев | [ 33 ] [ 34 ] |
| и.о. | Николай Викторович Корчунов (род. 1964)      | декабрь 2011 года      | ноябрь 2012 года       | Дмитрий Анатольевич Медведев Владимир Владимирович Путин | [ 35 ]        |
| 6    | Александр Викторович Грушко (род. 1955)      | 23 октября 2012 года   | 22 января 2018 года    | Владимир Владимирович Путин                              | [ 36 ] [ 37 ] |
| и.о. | Юрий Андреевич Горлач (род. 1960)            | январь 2018 года       | сентябрь 2021 года     | Владимир Владимирович Путин                              | [ 38 ]        |

## Комментарии
1. 1 2  После распада СССР.